# Rimae Plato
Le Rimae Plato sono una struttura geologica della superficie della Luna.